# Kiss Árpád (kémiai szakíró)
Kiss Árpád (Marosvásárhely, 1911. december 1. – Marosvásárhely, 1987. december 15.) romániai magyar kémikus, kémiai szakíró, a kémiai tudományok nagydoktora, egyetemi tanár. Eperjessy Anna férje.

## Életútja
Szülővárosában végezte a középiskolát (1929). Előbb banktisztviselő volt Radnóton, majd Marosludason (1929–32), később a marosvásárhelyi Bürger Albert-féle vegyészeti gyárban (1934–38) és a kolozsvári VI-HOR gyógyszergyárban (1938–41) dolgozott. A Ferenc József Tudományegyetemen kémia szakon végzett (1944), a Bolyai Tudományegyetemen tanári oklevelet szerzett (1948). A marosvásárhelyi OGYI orvoskémiai tanszékén tanársegéd, 1949-től adjunktus, 1952-től előadótanár, a gyógyszerészkar dékánja (1958–62), a kémiai tudományok doktora (1967). A Farmacia szakfolyóirat szerkesztőbizottsági tagja, az Orvostudományi Társaság marosvásárhelyi Gyógyszerészeti Szakosztályának elnöke (1966–74). Nyugalomba vonulása (1977) után konzultáns tanár.
Feleségével közösen folytatott kutatásai során az ipari melléktermékek és hulladékok gyógyszerészeti hasznosításával foglalkozott, a különböző állati szervek lipoproteinjeinek kémiai összetételét, valamint a rosszindulatú daganatok kemoterápiájában használt anyagokat, a kémiai szerkezet és a sejtlégzés összefüggéseit vizsgálta. Tanulmányait számos magyar, román, német nyelvű szakfolyóirat közölte, így az Erdélyi Múzeum, Orvosi Szemle, Revista Medicală, Wiener Medizinische Wochenschrift, Magyar Onkológia (Budapest), Gyógyszerész Értesítő (Budapest), Die Naturwissenschaften, Studii și Cercetări de Chimie, Revue Roumaine de Medicine Interne.
Részt vett a Farmacopeea Română gyógyszerkönyv VII., VIII. és IX. kiadásának szerkesztésében. Társszerzője a Curs unic de chimie organică című kőnyomatos egyetemi jegyzetnek (Marosvásárhely, 1965), szerkesztésében jelent meg a magyar nyelvű Szerves kémia egyetemi jegyzet I. és II. (Marosvásárhely, 1974) és V. része (1975).